# 南北大道

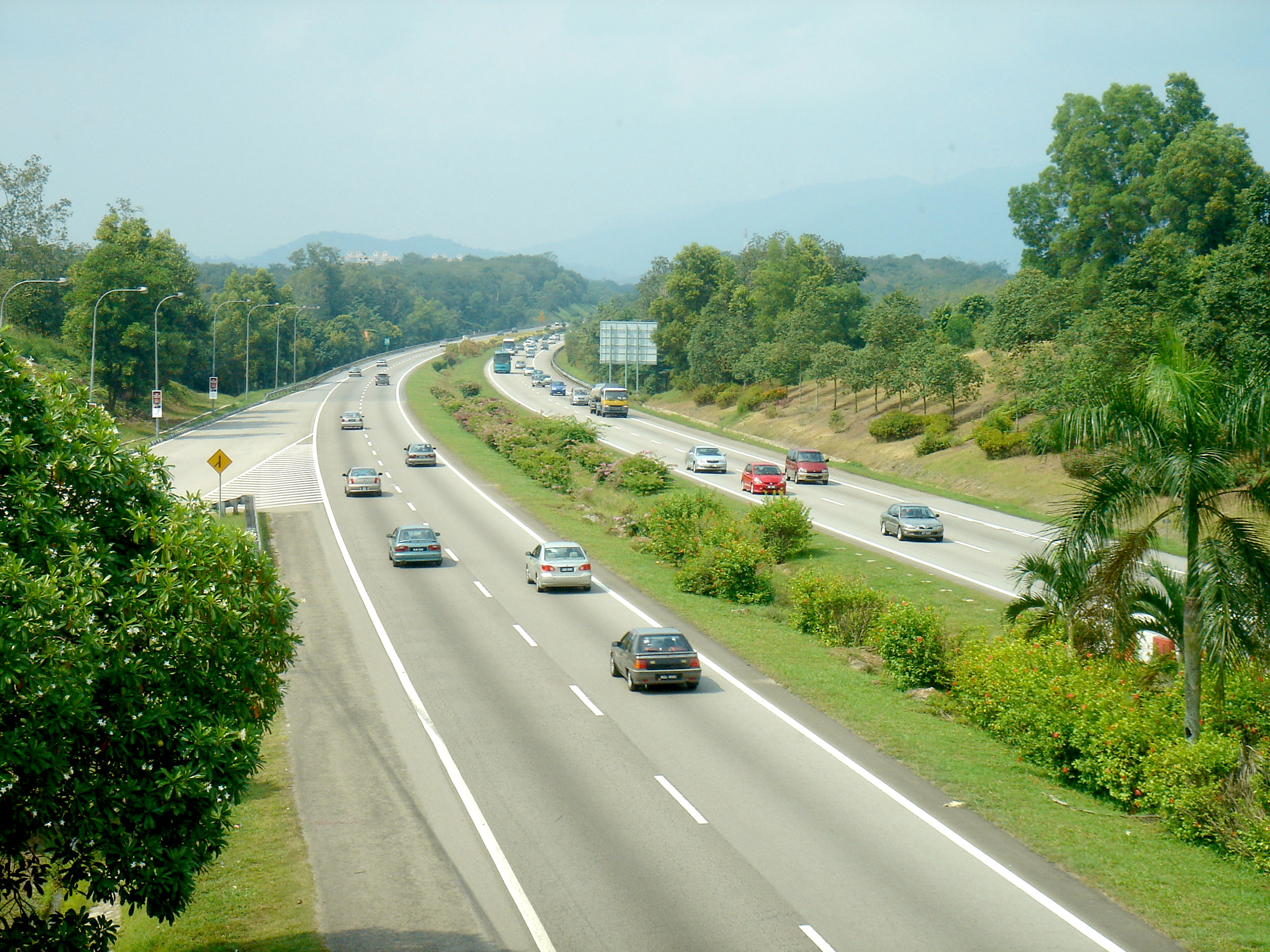
南北大道的其中一个路段

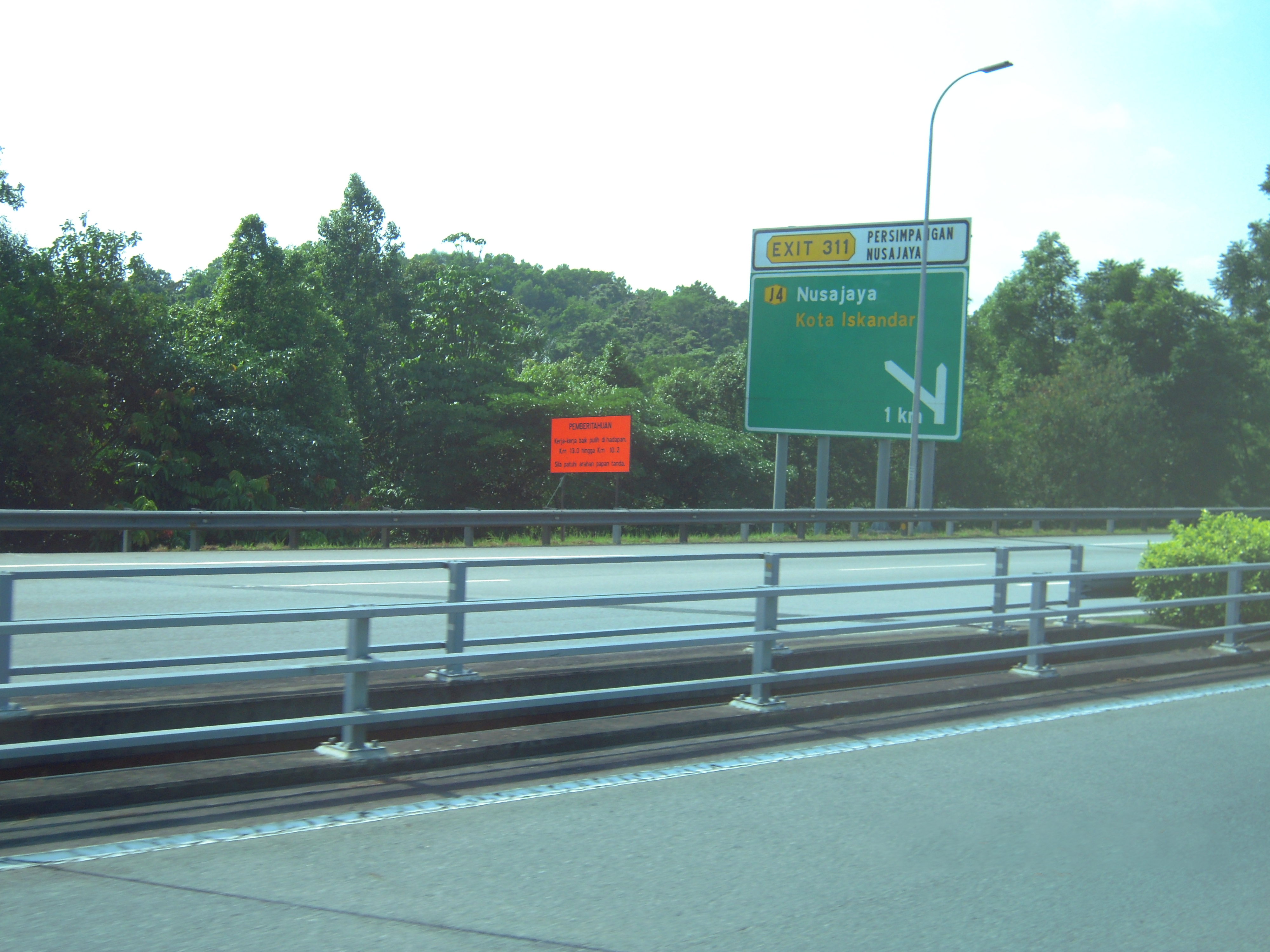
南北大道的一处标志牌

南北大道（简称：英語：或馬來語：）位于马来西亚半岛西海岸，是马来西亚以及东南亚最长的收费高速公路，全长772公里。大道北端在吉打州马泰边境的黑木山，與泰国宋卡府的碧甲盛路接壤。大道止于南端柔佛州新山的新柔长堤，途经吉打、槟城、霹雳、雪兰莪、森美兰、马六甲及柔佛七个州属。马来半岛的公路系统以南北大道为脊梁，形成了一个颇为完善、高效的陆路交通网，有效取代联邦1号公路。大道目前由南北大道有限公司（Projek Lebuhraya Utara Selatan Berhad，简称PLUS）管理，属于亚洲公路网AH2线路。

## 概况
南北大道主要分为4个路段，包括
- : 南北大道北段，从黑木山到吉隆坡經北海與怡保等地，全长460公里；
- : 南北大道南段，从吉隆坡到新山，途经芙蓉、马六甲市、永平等地，全长312公里；
- : 新巴生河流域大道，使用同樣的道路編號，从巴生的武吉拉惹到吉隆坡大使路，全长35公里；
- : 南北大道第二中环衔接大道，1997年建造，从沙亚南到汝来北部，途经布城、吉隆坡国际机场，讓駕車者繞過吉隆坡市區，全长60公里。

同时，南北大道有限公司也同时對以下衔接南北大道的高速公路拥有管理权：
- : 第二通道高速公路，從士乃機場到丹絨古邦與新加坡銜接，全长44公里；
- : 芙蓉-波德申大道，從芙蓉到波德申途经芦骨（Lukut）全长23公里；
- : 北海-居林大道，從北海到居林全长17公里；
- : 槟威大桥，连接槟岛和威省全长13.5公里。

## 历史
在1970年代，马来西亚政府已经开始进行高速公路的规划。1977年，公共工程部开始策划從馬泰邊境到新柔長堤的路线图。1980年，马来西亚大道局成立，以监督南北大道的建设工程。1982年至1988年间，大道局完全负责所有南北大道的建设和行政工作。1988年以後，南北大道的管理交由南北大道有限公司負責。
第一阶段工程包括从章卡遮令至怡保的路段和从新那旺至爱极乐的路段，耗资2100万令吉，于1987年5月完工。1986年12月29日，公共工程部与马友乃德工程有限公司（United Engineers (M) Sdn. Bhd.，现马友乃德集团）签署意向书以便建造第二阶段工程。
1988年3月18日，马友乃德工程有限公司成立南北大道有限公司，并与政府签约，接手南北大道的建设和30年特许经营权，同时获得政府的16.5亿令吉的贷款和10年的车流量保证下全面展开第二阶段的工程。为了确保资金的来源，当某些路段完工后，就已开放通车及收取过路费。1994年，耗资南北大道3,400万令吉的第二阶段工程正式完工并全面通车，并在1994年9月8日由首相马哈迪·莫哈末开幕。
由于交通流量的激增，2007年南北大道提升了从仕林河到万挠和从芙蓉到爱极乐的路段，由原本双向四条车道扩建为双向六条车道。
自从1987年九洞收费站启用以来，这个收费站一直发生涉及重型车辆的死亡车祸。为了减少无辜生命的伤亡，政府决定迁移九洞收费站。之前，从北马南下和南马北上的车辆必须分别在九洞和怡保南部缴付过路费，然后免费使用怡保路段，再到怡保南部（南下）和九洞（北上）缴费继续路程。2009年7月14日，在政府迁移收费站后，无论南下还是北上的车辆都可直通到目的地。同时间也建立一条交替道路，从九洞收费站（或者是怡保北区收费站）至新邦波赖附近的怡保南区收费站之间的道路免收费，并可通往怡保的美露拉也、江沙路、昆仑浪、怡保新都（Medan Ipoh）和打扪五个地区，编号为239（北上）以及240号（南下）公路。

## 车道
一般上南北大道有4条车道，来回各为2条。
以下则是例外，这些路段有6条或8条车道（来回各为3或4条）：

### 6车道路段
| 高速公路                 | 路段                                         |
| ------------------------ | -------------------------------------------- |
| 南北大道南段             | 新街场到爱极乐（除了汝来北部到波德申的路段） |
| 新巴生河流域大道         | 武吉拉惹到莎阿南                             |
| 南北大道北段             | 万挠到仕林河                                 |
| 南北大道北段             | 双溪赖到槟城的柔府                           |
| 南北大道第二中环衔接大道 | 莎阿南到汝来北部                             |
| 第二通道                 | 埔来到亚逸拉惹高速公路（大士，新加坡）       |
| 槟威大桥                 | 北赖到牛汝莪                                 |

### 8车道路段
| 高速公路         | 路段             |
| ---------------- | ---------------- |
| 南北大道南段     | 汝来北部到波德申 |
| 新巴生河流域大道 | 莎阿南到大使路   |
| 南北大道北段     | 武吉兰樟到万挠   |

## 時速限制
南北大道 主要時速限制在于每小时110公里，但一些路段除外如：
- 靠近收費站的一公里處：每小时60公里
- 黑木山－日得拉路段：每小时90公里（吉打）
- 双溪赖－柔府：每小时90公里（槟城）
- 江沙－九洞 路段：每小时80公里（霹雳）
- 九洞－怡保 (南下) 路段：主要車道限速每小时90公里，輔助車道限速每小时70公里（霹雳）
- 怡保- 九洞(北上） 路段：主要車道限速每小时90公里，輔助車道限速每小时70公里（霹雳）
- 椰殻洞 路段：每小时90公里（霹雳）
- 武吉兰樟出口：每小时80公里（雪兰莪）
- 武吉兰樟－大使路 路段：每小时90公里（吉隆坡）
- 新街场－万宜路段：每小时90公里（吉隆坡、雪兰莪）

## 严重的交通事故
以下为其中一些带来严重后果的交通事故。
- 1996年南北大道山体滑坡事件
- 2007年8月13日，靠近霹雳太平处发生了严重的巴士翻车事故，造成20人死亡。
- 2008年12月7日，一辆巴士在柔佛东甲通往巴莪146.8公里处失控，造成10人死亡，18人受伤。
- 2009年4月13日，一輛載有33名乘客，從玻璃市加央開往沙亞南的雙層長途巴士在途中失控，造成6人死亡3人受伤。
- 2009年12月26日，南北大道272.7公里，距离靠近霹雳怡保的怡保南部收费站月8公里处，一輛層長途巴士先後撞向路旁欄杆和分界堤，造成10名底層乘客當場喪命，2人受傷。至於巴士上層的35名乘客，則飽受虛驚。
- 2010年10月10日，南北大道靠近马六甲新邦安拔收費站223公里处发生一起连环撞事故，涉及2辆巴士、3辆汽车和1辆货车，造成12人死亡，超过50人受伤。

## 为减少事故所采取的措施

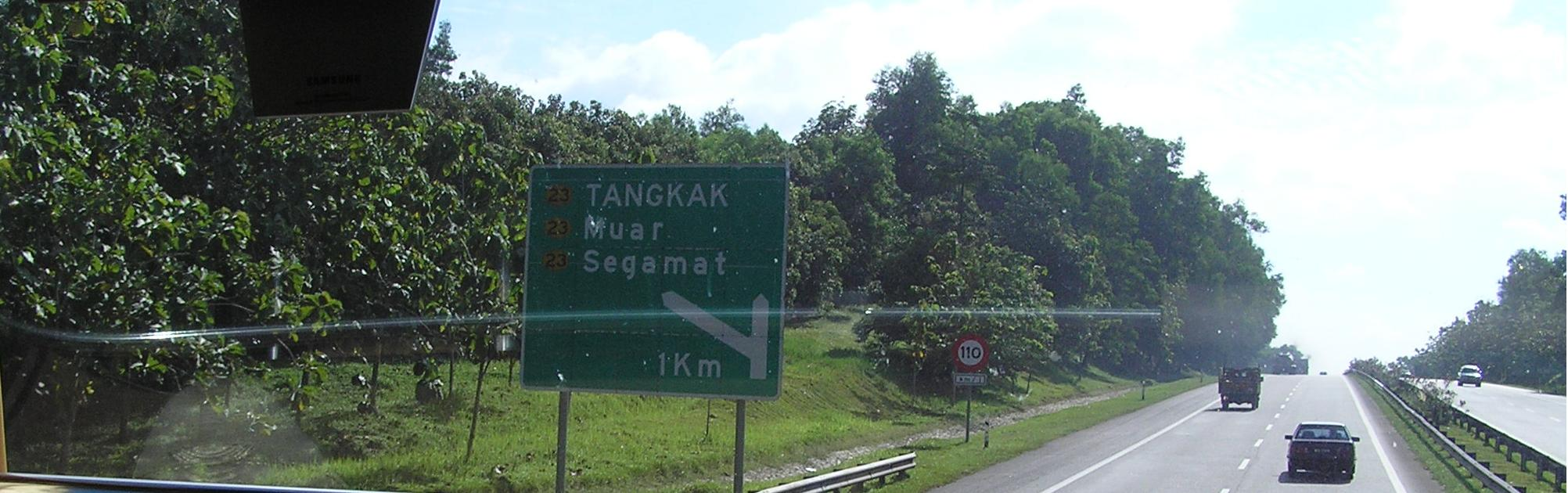
双车道110公里高速公路路段

根据法律，大多数重型车辆的限速为每小时80至90公里。由于2个车道并不足以应付庞大的交通流量，导致了多起致命车祸的发生，且还有上升的趋势。因此，南北大道的部分路段已增加了车道的数量。
在原计划中，每小时110公里的双车道高速公路将会被提升为三车道来避免车祸的发生。不过，部分路段又再另外增加了一条车道，使之成为四车道。

## 收费系统
南北大道有2个收费系统：

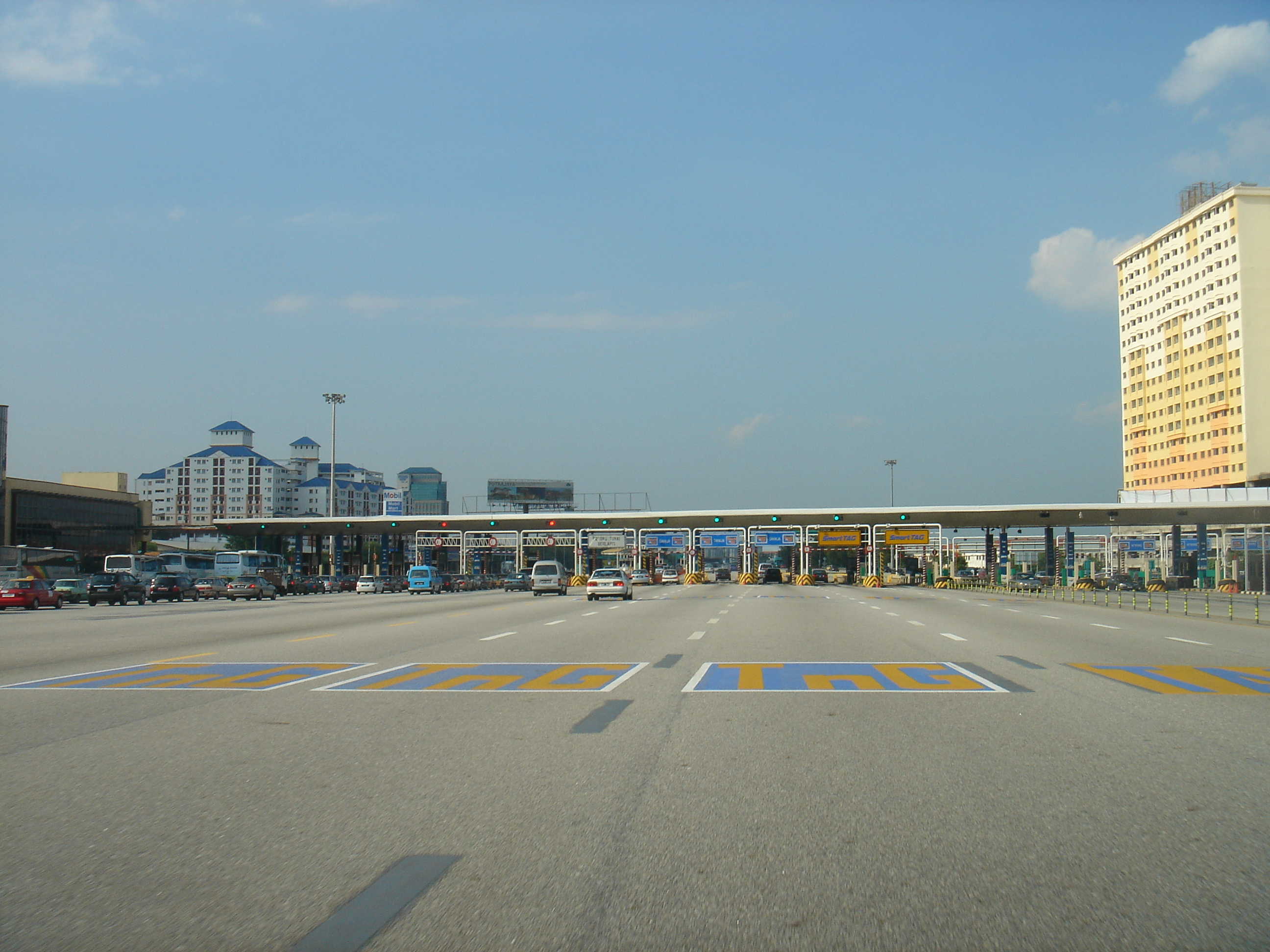
新街场收费站，通往吉隆坡。南北大道南段几乎全都采用封闭式系统。

- 开放式系统——使用者只需要在此系统范围内的收费站缴付一定的金额。此系统在以下收费站中使用（只采用电子收费系统（ETC），如：一触即通卡（Touch 'n Go）、PLUSMiles，SmartTAG和MY RFID)：

1. 黑木山（吉打）
2. 日得拉（吉打）
3. 高巴三万（槟城）和鲁乃（吉打）
4. 芦骨和万茂（森美兰）
5. 槟威大桥
6. 新柔长堤
7. 马新第二通道

- 封闭式系统——使用者在进入大道前于相关的收费站领取收费票或PLUSTransit卡，并在大道出口的收费站依所使用的路线长度缴付相关金额。2013年6月18日开始，所有大道收费站推出了可重复使用的PLUSTransit卡来取代原有的通行证。从2016年4月5日开始，大道使用者必须使用一触即通卡、PLUSMiles和SmartTAG来进入大道。2017年4月26日开始，大道收费站全面电子化。PLUSTransit卡则将在中午12点后停止发放。

### 收费

#### 所有南北大道交通网（除了槟威大桥）的收费表
| 等级 | 交通工具类型                                                          | 付款方式              | 备注                                 |
| ---- | --------------------------------------------------------------------- | --------------------- | ------------------------------------ |
| 0    | 摩托车 （拥有2个车轴和2个轮胎的交通工具）                             | 免费                  |                                      |
| 1    | 私人汽车 （拥有2个车轴和3或4个轮胎的交通工具（不包括的士和巴士））    | TnG TAG Template:RFID |                                      |
| 2    | 厢型车和其它小型货车 （拥有2个车轴和6个轮胎的交通工具（不包括巴士）） | TnG TAGTemplate:RFID  |                                      |
| 3    | 大型卡车 （拥有3个车轴或以上的交通工具（除了巴士））                  | TnG                   |                                      |
| 4    | 的士                                                                  | TnG                   | 只能使用一触即通卡，只能由乘客来付。 |
| 5    | 巴士                                                                  | TnG                   |                                      |

#### 槟威大桥收费表

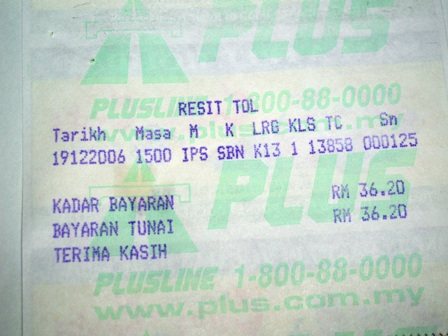
收据

| 等级 | 交通工具类型                                            | 付款方式              | 备注                                           |
| ---- | ------------------------------------------------------- | --------------------- | ---------------------------------------------- |
| 1    | 有2个轮胎或以下的摩托车、自行车或交通工具               | 免费                  |                                                |
| 2    | 有跨斗的摩托车、汽车（包括休旅车）和有3个轮胎的商用车辆 | TnG TAG Template:RFID | 的士方面，大道收费由乘客使用一触即通卡来缴付。 |
| 3    | 有2个轮轴和4个轮胎的罗里、厢型车和巴士                  | TnG TAG Template:RFID |                                                |
| 4    | 有2个车轴和5个或6个轮胎的罗里、厢型车和巴士             | TnG                   |                                                |
| 5    | 有3个车轴的交通工具                                     | TnG                   |                                                |
| 6    | 有4个车轴的交通工具                                     | TnG                   |                                                |
| 7    | 有5个车轴或以上的交通工具                               | TnG                   |                                                |

### 收费站简称
| 简称 | 出口    | 交界处名称           |
| ---- | ------- | -------------------- |
| AHT  | 244     | 亚依淡               |
| AKH  | 231     | 爱极乐               |
| ALP  | 152     | 亚罗邦士             |
| ASS  | 177     | 亚罗士打南部         |
| ASU  | 178     | 亚罗士打北部         |
| BBR  | 153     | 万拉峇鲁             |
| BDA  | 217     | 安斯黛儿城           |
| BDR  | 130     | 美罗                 |
| BGR  | 236     | 武吉甘密             |
| BGS  | 212     | 万宜                 |
| BKB  | 118     | 武吉柏伦东           |
| BKH  | 185     | 黑木山               |
| BKM  | 150     | 武吉美拉             |
| BKR  | 101     | 武吉拉惹             |
| BRG  | 124     | 美冷                 |
| BRT  | 166     | 柏淡                 |
| BSP  | 606     | 仁嘉隆太子城         |
| BTS  | 158     | 武吉淡汶（南部）     |
| BTU  | 158     | 武吉淡汶（北部）     |
| BTT  |         | 峇都知甲             |
| BTR  | 119     | 武吉达卡             |
| CKJ  | 146     | 章卡遮令             |
| DMR  | 106     | 白沙罗               |
| EBN  | 602     | Ebor北部             |
| EBS  | 602     | Ebor南部             |
| GPG  | 135     | 务边                 |
| GRN  | 173     | 莪仑                 |
| HKG  |         | 乌丹甘榜             |
| SBU  | 114     | 双溪毛糯北部         |
| IPU  | 141     | 怡保北部             |
| IPS  | 138     | 怡保南部             |
| JLD  | 111     | 大使路               |
| JRU  | 160     | 柔府                 |
| JSN  | 233     | 野新                 |
| JTR  | 182     | 日得拉               |
| JWI  | 156     | 爪夷                 |
| KDR  | 107     | 哥打白沙罗           |
| KJG  | 210     | 加影                 |
| KKS  | 143     | 瓜拉江沙             |
| KLA  | 608     | 吉隆坡国际机场       |
| KLI  | 252     | 古来                 |
| KPS  | 255     | 甘拔士               |
| LBB  | 120     | 冷峇柏岭英           |
| LKT  | 2903    | 芦骨                 |
| MAC  | 245     | 马什                 |
| MBU  | 2901    | 万茂                 |
| NLI  | 215     | 汝来                 |
| PBSB | 161     | 槟威大桥             |
| PDG  | 175     | 本同                 |
| PDN  | 219A    | 波德申北部           |
| PDS  | 219B    | 波德申南部           |
| PGH  | 238     | 巴莪                 |
| PLI  | 223     | 不叻士/宁宜          |
| PPM  | 213     | 布特拉马哥打         |
| PSR  | 126     | 仕林河               |
| PTH  | 605     | 布特拉高原           |
| PTJ  | 607     | 布城                 |
| RAW  | 116     | 万挠                 |
| RWS  | 115     | 万挠南部             |
| SAT  | 227     | 新邦安拔（亚罗牙也） |
| SBG  | 104     | 梳邦                 |
| SBI  |         | 新街场               |
| SBN  | 218     | 芙蓉                 |
| SBY  | 117     | 双溪峇也             |
| SDK  | 250     | 士年纳               |
| SEA  | 603     | 海景                 |
| SGB  | 113     | 双溪毛糯             |
| SGD  | 165     | 双溪赖               |
| SGR  |         | 双溪拉骚             |
| SHA  | 103/601 | 莎阿南               |
| SKD  | 254     | 士姑来               |
| SKI  | 128     | 宋溪                 |
| SVC  | 212A    | 万宜Southville City  |
| SNU  | 253     | 士乃北部             |
| SPP  | 137     | 新邦波赖             |
| SPR  | 247     | 新邦令金             |
| SPS  | 168     | 双溪大年南部         |
| SPU  | 170     | 双溪大年北部         |
| STA  | 102     | 实达阿南             |
| SWG  | 220     | 新那旺               |
| TGK  | 235     | 东甲                 |
| TGM  | 121     | 丹绒马林             |
| TPH  | 132     | 打巴                 |
| TPU  | 148     | 太平北部             |
| TBN  | 138     | 打扪                 |
| TLK  |         | 五间店               |
| TTK  |         | 丹绒古邦             |
| TTP  |         | 柏伶                 |
| UPM  | 209     | 博特拉大学           |
| USJ  | 604     | 梳邦再也UEP区        |
| YPS  | 242     | 永平南部             |
| YPU  | 241     | 永平北部             |

## 大道设施
- 每隔60公里便有休息与服务站
- 每隔约2个交界处便有路旁停车区
- 每隔2公里便有紧急电话亭
- PLUSLINE热线号码

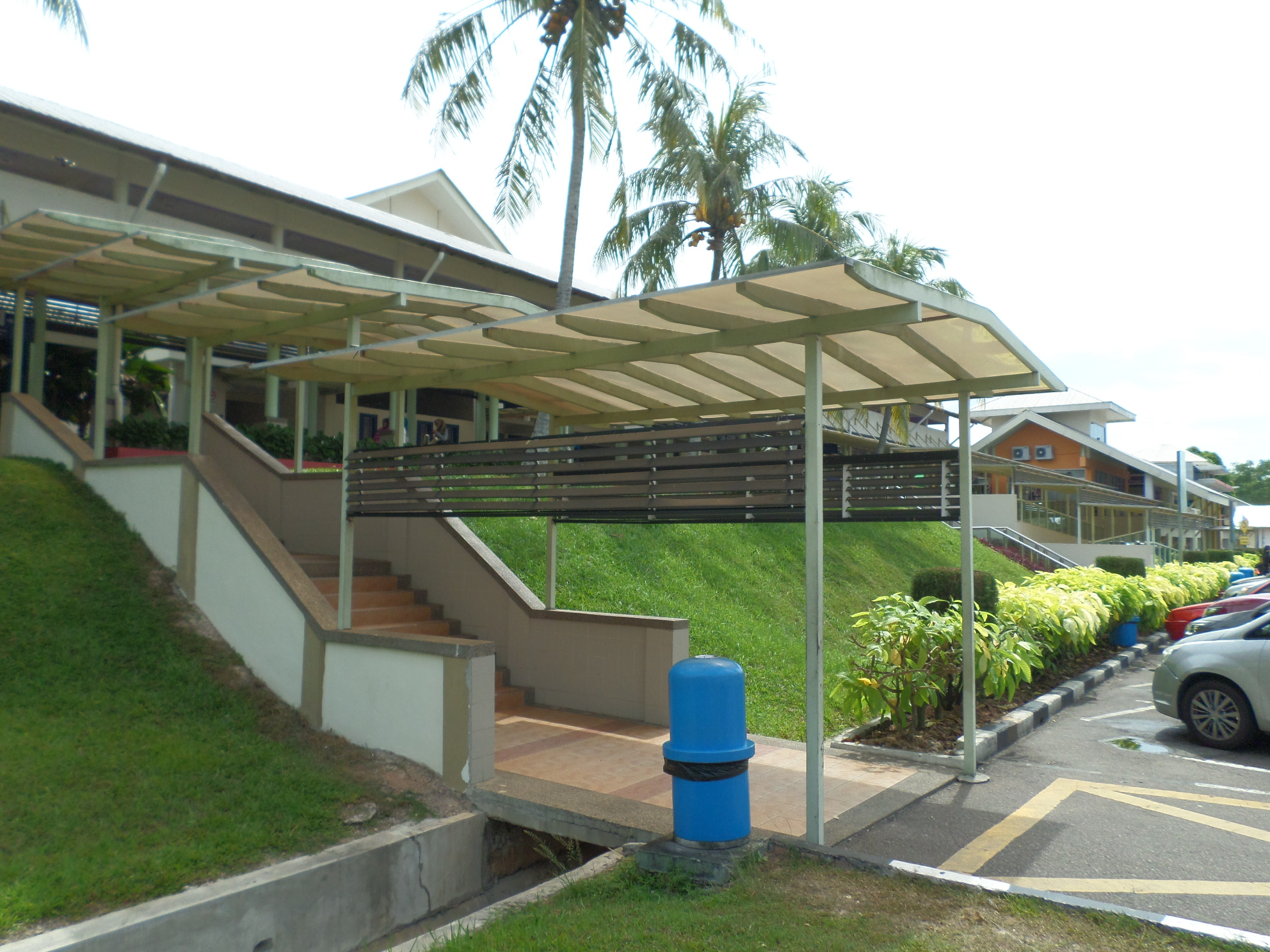
马什休息站

- PLUS巡逻服务——协助在大道上交通工具出现问题的司机
- PLUS直升机巡逻单位——监测PLUS高速公路
- 有紧急车道可以让在大道上出现问题的司机停下

## 记录

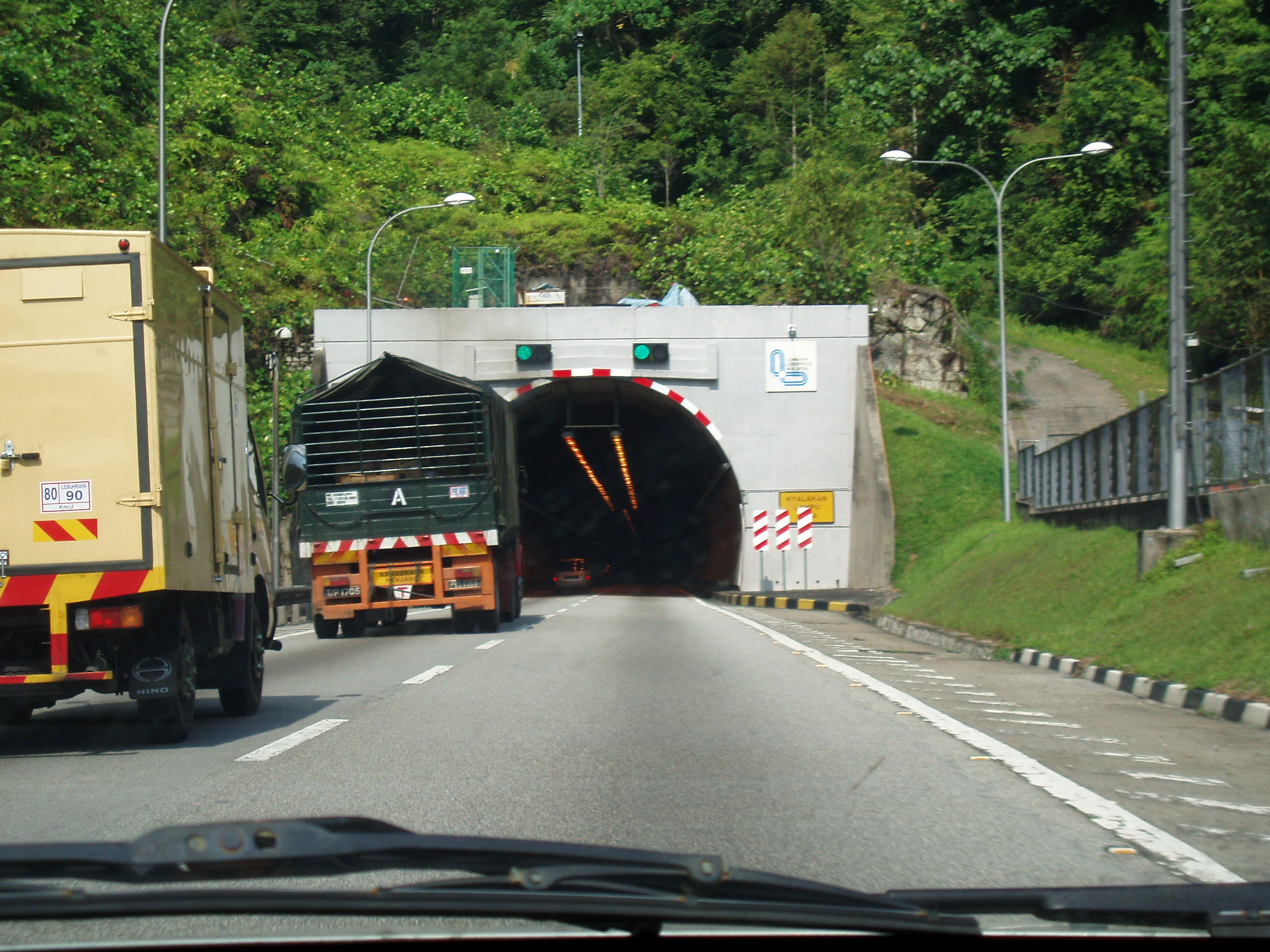
美罗拉隧道

- 南北大道是马来西亚第一条长距离高速公路，也是马来西亚最长的高速公路。
- 位于南北大道北段，靠近九洞的美诺拉隧道在建造完工后时是马来西亚最长的高速公路隧道。
- 位于槟城第二大桥的桂花城南北大道收费站马来西亚最大的收费站，一共有28条车道（不包括附加摩哆车收费站），第二大则为大道南段的新街场收费站，共有18条车道（不包括附加车道）。
- 霹雳河大桥，也称苏丹阿兹兰沙大桥是南北大道最长的桥梁，总长300（980英尺）。
- 爱极乐公路服务区是于1987年开放的南北大道南段的第一个公路服务区。
- 南北大道是马来西亚第一个拥有高架桥餐厅的高速公路。
- 南北大道第二中环衔接大道的峇都知甲高架汽车桥是南北大道最长的高架汽车桥。
- 务边至打巴路段是南北大道最贵的路段，总花费2亿令吉，平均1公里2千万令吉。加强堤防是造成路段建费高昂的主要原因。
- 南北大道网络中最长的一段是巴莪至永平北部出口。该路线总长47公里，途径馬俄丘山、铁山和双溪沙浪布阿亚平原。
- 位于南北大道第二中环衔接大道（ELITE）梳邦再也UEP区公路服务区的南北大道赛道（前称ELITE赛道）是马来西亚高速公路第一个卡丁车赛道的所在地。
- 亚洲公路网AH2在马来西亚境内百分之80的路段由南北大道组成，其他属于AH2系统的大道还包括新山东部疏散大道和新柔长堤。
- 汝来孝恩园是第一个位于收费大道旁的墓地。
- 爱极乐高架桥餐厅的南北大道画廊是马来西亚高速公路第一个画廊。
- 甘拔士快速公路（柔佛州3号公路）是唯一一条由私营大道公司建造的州道。
- 大道南段的吗什北向休息站自2008年中旬翻新后是马来西亚第一个全面采用空调的休息站。
- 大道北段的霹雳河南向公路服务区站是马来西亚第一个采用環境資源管理主题的休息站。
- PLUSMiles（南北大道里程卡）是马来西亚高速公路公司中唯一自行推出的回扣优惠卡。
- 马来西亚最长的封闭式收费站线路是从柔府至士姑来（原为怡保南区至士姑来），途经4个主要大道(1,1,2,6)。
- 大道北段靠近九洞的避险车道是马来西亚高速公路唯一的避险车道。

## 未来计划
联邦政府，南北大道有限公司和槟城州政府将会在双溪赖和柔府之间的无收费路段建造绕道。该绕道将会耗资30亿令吉建造。预计将会在2030年竣工。

## 纪念活动

### 南北大道纪念邮票
马来西亚邮政局曾在1994年9月10日发行印有南北大道图片的纪念邮票，票额分别为30仙、50仙和一令吉。

## 外部連結
- 南北大道有限公司官网（页面存档备份，存于）
- 马来西亚大道局官网 （页面存档备份，存于）